# Grua (Norwegen)
Grua ist ein Ort in Norwegen, der zur Kommune Lunner im Fylke Akershus gehört. Der Ort hat 1623 Einwohner (Stand: 1. Januar 2024).

## Geografie
Grua liegt auf etwa 360 Metern über dem Meeresspiegel, etwa 50 Kilometer nördlich von Oslo. Die Gegend ist hügelig und dicht bewaldet. Der Fluss Nitelva entspringt in den Hügeln rund um den Ort.

## Wirtschaft
Der Bergbau ist der historisch bedeutsamste Wirtschaftszweig von Grua, es werden unter anderem Eisen, Zink und Blei abgebaut, sowohl im Untertage-Betrieb als auch im Tagebau. Die Hadelandsgrube gilt aus Norwegens älteste erwähnte Eisenmine, die bis ins Jahr 1538 zurückgeht. Ab 1910 wurde mit der Kalkbrennerei begonnen, die bis in die Mitte des 20. Jahrhunderts fortgesetzt wurde. Heute gilt Grua als Pendlerort, aus dem mehr als die Hälfte der Bevölkerung nach Oslo pendelt.

## Verkehr
Grua hat einen Bahnhof an der Gjøvikbane. Der Riksvei 4 verläuft durch einen Tunnel am Ortszentrum vorbei.